# 叢大爲
丛大为，字祥子，号尧山，晚号携雪老人，山东靖海衛人。清朝初年官员、书法家。

## 生平
明崇禎十五年（1642年）以《春秋》舉壬午科山東鄉試第五名（經魁）。明亡仕清，顺治十二年（1655年）登进士，官句容县知县。工临池草书，得王羲之遗意。